# Хафаджи, Ибрагим
Ибрагим Хафаджи (араб. إبراهيم خفاجي‎) — Саудовский поэт и писатель, автор слов гимна Саудовской Аравии.

## Писательская деятельность
Он написал и сочинил несколько национальных и лирических стихотворений, которые пели выдающиеся артисты по всей Саудовской Аравии и арабскому миру, такие как Сабах, Талал Мадда и Мохаммад Абду.

## Авторствогимна
Саудовская общественность впервые познакомилась с текстом национального гимна в первый день праздника Ид аль-Фитр в 1984 году. Он транслировался по радио и телевидению королевства во времена короля Фахда. До этой даты гимн представлял из себя музыку без текста. На написание текста Ибрагиму потребовалось почти шесть месяцев.
За сочинение ему был вручен орден за заслуги первой степени.

## Должность
Хафаджи работал на нескольких должностях в государственном секторе. Работал в отделе новостей прокуратуры, затем перешел в отдел радио. Он также работал в бухгалтерии в Министерстве здравоохранения. Позже он стал начальником отдела, а затем секретарем по финансовому управлению.
В конце концов он стал центральным инспектором Министерства сельского хозяйства в западном регионе.